# Holbæk Sangkor
Holbæk Sangkor er et dansk sangkor i Holbæk. Koret blev stiftet 16. april 1850 og er dermed et af Danmarks ældste kor.
Koret var et rent mandskor frem til 1960, hvor det blev et blandet kor. Koret øver en gang en ugen og har omkring 50 medlemmer.
Holbæk Sangkors dirigent har været Morten Føns-Sønderskov siden januar 2012. Blandt tidligere dirigenter kan nævnes Folmer Hviid, som var korets dirigent i 41 år. I forbindelse med korets 160 års-jubilæum i 2010 fik Holbæk Sangkor Nordea Fondens Kulturpris på kr. 10.000.